# Dicliptera peruviana
Dicliptera peruviana är en akantusväxtart som först beskrevs av Lamarck, och fick sitt nu gällande namn av Jussieu. Dicliptera peruviana ingår i släktet Dicliptera och familjen akantusväxter. Inga underarter finns listade i Catalogue of Life.